# Anomis cataggelus
Anomis cataggelus är en fjärilsart som beskrevs av Dyar 1914. Anomis cataggelus ingår i släktet Anomis och familjen nattflyn. Inga underarter finns listade i Catalogue of Life.